# Опсада Вараждинске касарне
Опсада вараждинске касарне, била је блокада и заузимање касарне Југословенске народне армије (ЈНА) и других објеката у и око града Вараждина током рата у Хрватској. Блокада је почела 14. септембра 1991. године, брзо је ескалирала у борбе и завршила се 22. септембра предајом гарнизона ЈНА.
Опсадне снаге су бројчано надмашиле гарнизон ЈНА у Вараждину, који је био подељен између неколико касарни, складишта и других објеката, али је ЈНА поседовала знатно већу ватрену моћ. Равнотежа се померила у корист хрватских снага након што су мањи положаји ЈНА заузети у првих неколико дана опсаде, све док под контролом ЈНА није остала само једна касарна заједно са штабом 32. корпуса ЈНА. У том тренутку, командант 32. корпуса, генерал-мајор Владимир Трифуновић, и цивилне власти у Вараждину сложили су се да ће се преостале снаге ЈНА у граду предати, али свима који желе да оду биће дозвољено да то учине, остављајући своје оружје.
Заплењивање оружја 32. корпуса било је најзначајније достигнуће Битке за касарну и значајно је повећало капацитете хрватске војске. Након што је напустио Хрватску, Трифуновић је оптужен за ратне злочине од стране Хрватске, суђен је у одсуству и осуђен за смрт шест хрватских војника у борби и рањавање десетина хрватских грађана пре и током опсаде. Такође су га гонили југословенске власти за издају, али је касније помилован. Године 2013, затражио је поновно суђење због осуде за ратне злочине у Хрватској, али је умро пре него што је поступак могао да почне.

## Позадина
Године 1990, етничке тензије између Срба и Хрвата су се погоршале након изборног пораза владе Социјалистичке Републике Хрватске од Хрватске демократске заједнице (ХДЗ). Југословенска народна армија (ЈНА) одузела Територијалну одбрану Хрватске (ТО Хрватске) оружје како би се минимизирао отпор. Дана 17. августа, тензије су ескалирале у отворену побуну хрватских Срба, усредсређену на претежно српски насељена подручја далматинског залеђа око Книна (приближно 60 километара североисточно од Сплита), делове Лике, Кордуна, Бановине и источне Хрватске. У јануару 1991. године, Србија, уз подршку Црне Горе и српских покрајина Војводине и Косова, безуспешно је покушала да добије одобрење југословенског Председништва за операцију ЈНА ради разоружавања хрватских снага безбедности. Захтев је одбијен, а бескрвни окршај између српских побуњеника и хрватске специјалне полиције у марту подстакао је саму ЈНА да затражи од Савезног Председништва да јој да ратна овлашћења и прогласи ванредно стање. Иако је захтев подржала Србија и њени савезници, захтев ЈНА је одбијен 15. марта. Српски председник Слободан Милошевић, преферирајући кампању за проширење Србије него за очување Југославије са Хрватском као федералном јединицом, јавно је запретио да ће ЈНА заменити српском војском и изјавио да више не признаје ауторитет савезног Председништва. Претња је навела ЈНА да одустане од планова за очување Југославије у корист проширења Србије, јер је ЈНА дошла под Милошевићеву контролу. До краја марта, сукоб је ескалирао првим жртвама. Почетком априла, вође српске побуне у Хрватској изјавиле су своју намеру да споје подручја под својом контролом са Србијом. Влада Хрватске их је сматрала сепаратистичким регионима.
Почетком 1991. године, Хрватска није имала редовну војску. Да би ојачала своју одбрану, Хрватска је удвостручила број полицајаца на око 20.000. Најефикаснији део хрватских полицијских снага била је специјална полиција од 3.000 људи, коју је чинило дванаест батаљона организованих по војном принципу. Такође је било 9.000–10.000 регионално организованих резервних полицајаца у 16 батаљона и 10 чета, али им је недостајало оружје. Као одговор на погоршање ситуације, хрватска влада је основала Хрватску народну гарду (ЗНГ) у мају проширењем батаљона специјалне полиције у четири потпуно професионалне гардијске бригаде. Под контролом Министарства одбране и под командом пензионисаног генерала ЈНА Мартина Шпегеља, четири гардијске бригаде су бројале приближно 8.000 војника. Резервни састав полиције, такође проширен на 40.000, припојен је ЗНГ и реорганизован у 19 бригада и 14 самосталних батаљона. Гардијске бригаде су биле једине јединице ЗНГ које су биле потпуно опремљене лаким наоружањем; широм ЗНГ је недостајало теже наоружање и постојала је лоша структура командовања и контроле изнад нивоа бригаде. Несташица тешког наоружања била је толико озбиљна да је ЗНГ прибегла коришћењу оружја из Другог светског рата узетог из музеја и филмских студија. У то време, хрватски фонд оружја састојао се од 30.000 комада лаког наоружања купљеног у иностранству и 15.000 комада које је раније било у власништву полиције. Да би се заменио губитак људства у гардијским бригадама, формирана је нова специјална полиција од 10.000 људи.

## Увод
Ставови хрватског руководства о томе како се носити са улогом ЈНА у побуни хрватских Срба постепено су се мењали између јануара и септембра 1991. године. Првобитни план хрватског председника Фрање Туђмана био је да добије подршку Европске заједнице (ЕЗ) и Сједињених Држава; стога је одбацио савет да се заузму касарне и складишни објекти ЈНА у земљи. Овај ток акције први је заговарао Шпегељ крајем 1990. године; поново је позвао Туђмана да делује док се ЈНА борила против словеначке ТО у Десетодневном рату у јуну-јулу 1991. Шпегељеве позиве поновио је и Шиме Ђодан, који је наследио Шпегеља на месту министра одбране у јулу. Шпегељ је остао командант ЗНГ.
Туђманов почетни став заснивао се на његовом уверењу да Хрватска не може да добије рат против ЈНА. ЗНГ је стога била ограничена на одбрамбене операције, иако су акције ЈНА изгледале координисане са снагама хрватских Срба.  Овај утисак је појачан тампон зонама које је ЈНА успоставила након борби између милиције хрватских Срба и ЗНГ. ЈНА је често интервенисала након што је ЗНГ изгубила територију, остављајући хрватским Србима контролу над подручјима која су заузели пре него што је ЈНА интервенисала. ЈНА је обезбедила део оружја хрватским Србима, иако је већина њиховог оружја набављена од српске ТО и српског Министарства унутрашњих послова.
У јулу 1991. године, савете Шпегеља и Ђодана подржао је велики број посланика Хрватског сабора. Као одговор, Туђман је сменио Ђодана истог месеца када је именован за министра одбране, а Шпегељ је 3. августа поднео оставку на команду ЗНГ. Погоршање ситуације у источној Хрватској, укључујући протеривање трупа ЗНГ из Барање од стране ЈНА, повремене борбе око Осијека, Вуковара и Винковаца, све веће губитке и растуће уверење да ЈНА активно подржава побуну хрватских Срба, приморали су Туђмана да делује. 22. августа је издао ултиматум савезним југословенским властима захтевајући повлачење ЈНА у касарне до краја месеца. Ултиматум је наводио да ће, ако ЈНА не поштује захтев, Хрватска сматрати је окупационом војском и предузети одговарајуће мере. 1. септембра, ЕЗ је предложила прекид ватре, а мировну конференцију је прихватило југословенско Председништво и Туђман, упркос његовом ранијем ултиматуму. Конференција је почела 7. септембра, али само четири дана касније, хрватски члан и председник Председништва, Стјепан Месић, наредио је ЈНА да се врати у касарну у року од 48 сати. Ово наређење је мотивисано Туђмановом забринутошћу да ће се конференција одуговлачити док ЗНГ губи територију. Иако су се наређењу противили други чланови Председништва, оно је дало Хрватској оправдање да се отворено суочи са ЈНА.
Премијер Фрањо Грегурић саветовао је Туђмана да спроведе Шпегељев план. Према речима генерала Антона Туса, Туђман је наредио ЗНГ-у да заузме касарну ЈНА 12. септембра, али је наредбу повукао следећег дана. Наредба је враћена на снагу 14. септембра након што је Тус замолио Туђмана да поново одобри акцију, тврдећи да ЗНГ-у истиче време. Истог дана, ЗНГ и хрватска полиција блокирали су и прекинули комуналне услуге свим објектима ЈНА којима су имали приступ, започињући Битку за касарну. Ова акција је обухватала блокаде 33 велика гарнизона ЈНА у Хрватској, и бројних мањих објеката, укључујући граничне прелазе и складишта оружја и муниције.

## Редослед у битци
Вараждин је био гарнизон 32. корпуса ЈНА којим је командовао генерал-мајор Владимир Трифуновић. Поред штаба корпуса, у граду и околини налазило се још неколико објеката ЈНА. Најзначајнији од њих налазили су се у самом Вараждину – касарна „Калнички партизани“ где је била смештена 32. механизована бригада пуковника Берислава Попова, и касарна „Јалковечке жртве“ 32. мешовитог артиљеријског пука, којим је командовао потпуковник Владимир Давидовић. Зона одговорности корпуса протезала се изван Вараждина и његове непосредне околине, где су биле смештене и друге значајне борбене јединице. Најзначајније међу њима биле су 32. инжењеријски пук у Чаковцу, 411. мешовити противтенковски артиљеријски пук са седиштем у Крижевцима, 73. моторизована бригада са седиштем у Копривници, 265. механизована бригада са седиштем у Бјеловару и 288. мешовита противтенковска артиљеријска бригада у Вировитици. У самом Вараждину, јединице ЈНА су бројале приближно 1.000 војника, што је гарнизон ЈНА у Вараждину чинило другим по величини у Хрватској. Упркос томе, ЈНА није имала довољан број војника у том подручју да обезбеди све своје објекте.
Хрватске снаге у и око Вараждина и оближњег Чаковца састојале су се од 640 војника ЗНГ (укључујући 60 који су распоређени из Загреба ), 100 полицајаца, 300 припадника Народне заштите и неколико стотина наоружаних цивила. Трупе ЗНГ биле су потчињене 104. бригади и 5. батаљону 1. гардијске бригаде – али су биле лако наоружане. Поред стрељачког оружја, имале су само 17 минобацача, два противтенковска система вођених ракета 9М14 Маљутка, два 127 mm (5,0 in) противавионски митраљези и четири оклопна транспортера .  У почетку, команда хрватских снага у граду није била јединствена и пуковник Желимир Шкарец из Генералштаба Оружаних снага Републике Хрватске имао је само координациону улогу.

## Ток битке

### Прва непријатељства
Блокада објеката ЈНА у и око Вараждина наређена је 13. септембра 1991. године, која је ступила на снагу следећег дана када су комуналне услуге и приступ касарни прекинути. Као одговор, команда корпуса обавестила је хрватске снаге да више не могу гарантовати мир уколико се комуналне услуге не обнове и док се војним возилима ЈНА не дозволи слободно кретање. Дана 15. септембра, корпус је почео да се припрема за рушење свих мањих војних објеката који се нису могли бранити. Истовремено, почели су преговори између команде корпуса и цивилних власти у Вараждину. У 15:30, југословенско ратно ваздухопловство напало је аеродром Вараждин. Намера удара била је да се поремете летови пољопривредних авиона Антонов Ан-2 преуређених за превоз 15 tonnes (15 long tons; 17 short tons) терета - који су превозили оружје из мађарског града Нађканиже. Нападачке снаге су се састојале од два авиона полетела са ваздухопловне базе Жељава, који су пробили звучни зид изнад Вараждина, изазвали звучни удар и бомбардовали аеродром. Једна бомба је уништила Ан-2 на земљи и оштетила писту, док је друга слетела на оближње поље.
Између 16:50 и 17:07 дошло је до размене ватре из лаког оружја између војника ЈНА у седишту корпуса и оближњег полицијског контролног пункта, а у 17:35 је 32. механизована бригада покренула минобацачки напад. Минобацачка ватра је циљала полицијску станицу и околне зграде, као и електричну трафостаницу у оближњем селу Недељанец. Цивилне власти у Вараждину су одмах обавестиле Посматрачку мисију Европске заједнице о штети нанесеној граду. До 16. септембра, артиљеријско бомбардовање града од стране ЈНА проширило се на разне раскрснице улица и прилазе мосту на Драви на путу Вараждин–Чаковец. Потоња је била контрабатеријско бомбардовање, циљајући минобацаче ЗНГ који су испалили приближно 150 бомби на ЈНА током целе операције. До краја 16. септембра, 42 официра и војника ЈНА су дезертирала из 32. механизоване бригаде. ЈНА је наредила својим граничарима распоређеним дуж мађарске границе од Чаковца до Лудбрега да поставе мине око својих објеката, а затим пређу у Мађарску и предају се властима те земље.

### Врхунац борбе
Дана 17. септембра, командант 104. бригаде, пуковник Иван Рукљић, преузео је команду над свим хрватским снагама у Вараждину. Југословенско ратно ваздухопловство напало је аеродром у Чаковцу, опонашајући напад изведен у Вараждину неколико дана раније. Те вечери, најтеже борбе опсаде избиле су у Вараждину, а 104. бригада је известила да је неизвесно колико дуго ће моћи да одржи блокаде. Хрватске снаге су тог дана добиле додатно оружје, након што су се гарнизони ЈНА у Чаковцу, Крижевцима и Вировитици предали ЗНГ-у. У самом Вараждину, јединице 32. корпуса ЈНА на нивоу корпуса са седиштем у касарни 15. мај такође су се тог дана предале ЗНГ-у. Следећег дана, борбе су се поново интензивирале, пошто су хрватске снаге заузеле неколико мањих објеката ЈНА у самом Вараждину — остављајући штаб корпуса, касарну Калнички партизани и касарну Јалковечке жртве као једине војне базе ЈНА у граду. Током ових борби, ЗНГ је претрпела једног жртву и заробила девет официра ЈНА и 30 војника.
Дана 19. септембра, хрватске снаге су успеле да пресретну радио комуникацију између артиљерије 32. механизоване бригаде и њених артиљеријских посматрача и да поставе сопствени предајник за усмеравање артиљеријске ватре ЈНА на касарну Јалковечке жртве. Ова обмана је била осмишљена да превари Давидовића и наведе га да помисли да ЗНГ има много већу ватрену моћ него што је заиста имала. План је успео и када су трупе ЗНГ тог дана ушле у комплекс касарне, 32. мешовити артиљеријски пук (четири официра и 196 војника) се предао. Касно увече 19. септембра, хрватска полиција и елементи 3. батаљона 104. бригаде обезбедили су складиште оружја Вараждинбрег које се налазило у селу Бањшћина код Вараждина, након што је командант ЈНА предао објекат и гарнизон од 60 војника без отпора. Заплена оружја ЈНА значајно је побољшала хрватску позицију у преговорима при покушају да се убеде команданти ЈНА 32. корпуса на предају.

### Предаја гарнизона ЈНА
Блокада је настављена још два дана, уз континуиране сукобе између хрватских трупа и трупа ЈНА. 21. септембра, 32. корпус се нашао у тешкој позицији. Известио је да не може да настави да пружа отпор јер су му складишта оружја и муниције изгубљена, а све касарне су заузете осим базе 32. механизоване бригаде. Штавише, напоменуо је да постоји могућност да преостале трупе масовно дезертирају. Према Трифуновићевим речима, он је обавестио генерал-пуковника Животу Аврамовића, свог непосредног претпостављеног и команданта 5. војне области, о својој намери да се преда. Аврамовић је потом рекао Трифуновићу да уради оно што сматра да је прикладно. Хрватски ултиматум је издат рано 22. септембра, захтевајући предају трупа ЈНА у граду и нудећи њиховом особљу могућност да „часно напусти Хрватску“. Трифуновић је прихватио хрватске услове у 11:00 часова.

## Последице
Један официр ЈНА и један подофицир су погинули током борби, а 15 војника ЈНА је рањено. Хрватске снаге су претрпеле губитке од два погинула и 24 рањена. Такође су погинула и два цивила. Око 1.000 официра и војника ЈНА предало се ЗНГ. Официри и њихове породице које су живеле у Вараждину, као и око 450 војника који су желели да напусте Хрватску, превезени су у Србију у конвоју који се састојао од дванаест аутобуса и неколико путничких аутомобила. Конвој је имао полицијску пратњу, а два представника цивилних власти у Вараждину пратила су конвој као таоци како би се гарантовао његов безбедан пролаз. Један од талаца био је Радимир Чачић, који је 20 година касније постао потпредседник Владе Хрватске.
ЗНГ је заробила 74 тенка Т-55, приближно десет возила за специјалне намене (као што су амфибијски лаки тенкови ПТ-76), оклопна возила за спасавање и мостове за лансирање из оклопних возила, 48 пешадијских борбених возила БВП М-80, 18 самоходних противваздушних система, шест самоходних хаубица 2С1 Гвоздика, шест М-63 Пламен и четири вишецевна ракетна бацача М-77 Огањ, осамнаест тенкова 155 mm (6,1 in) и дванаест 152 mm (6,0 in) топова са вучним возилима, приближно 180 артиљеријских оруђа калибра испод 100 mm (3,9 in), неколико батерија калибра 60 mm (2,4 in), 82 mm (3,2 in) и 120 mm (4,7 in) минобацача, 25.000 комада лаког оружја, 250 возила и делова инжењеријске опреме, велике залихе комуникационе опреме и неколико стотина хиљада тона муниције. Део оружја је онеспособљен по Трифуновићевом наређењу непосредно пре предаје. Заробљено оружје је расподељено јединицама распоређеним у источној Славонији, Лици и Далмацији, а коришћено је и за опремање нових јединица ЗНГ.
Када су се предале последње касарне које је држала ЈНА и штаб 32. корпуса, у зони одговорности корпуса остале су само две главне базе ЈНА - Бјеловар и Копривница. Бјеловарски гарнизон ЈНА је заузео ЗНГ недељу дана касније, док се касарна у Копривници предала дан након тога. Заузимање касарне ЈНА у и око Вараждина, а посебно складишта 32. корпуса, било је веома значајно за развој хрватске војске. Заузимање касарне се сваке године слави у Вараждину, а локално се назива „Вараждинским ратним данима“ (Вараждински дани рата).
У Хрватској су против Трифуновића подигнуте оптужнице за ратне злочине, где је оптужен за смрт шест особа и рањавање још 37, како војника тако и цивила. Године 1991, хрватски суд му је судио у одсуству, проглашен је кривим и осуђен на 15 година затвора. Године 1994, Трифуновића су југословенске власти оптужиле за издају због предаје целог 32. корпуса ЈНА ЗНГ-у. Осуђен је на 11 година затвора. Почетком 1996. године помилован је и пуштен на слободу, а влада Југославије му је исплатила 62,000 евра одштете за скоро две године проведене у затвору. Године 2013, Трифуновић је формално затражио поновно суђење у Хрватској. Умро је у јануару 2017. године, пре него што је поступак могао да почне.